# Pommern (Mosel)
Pommern an der Mosel ist eine Ortsgemeinde im Landkreis Cochem-Zell in Rheinland-Pfalz. Sie gehört seit 1. Juli 2014 der Verbandsgemeinde Cochem an.

## Etymologie
Schon die Römer bauten "Weinreben und Südfrüchte" an. Daher stammt der Name des Weindorfes: „Pomaria – der Früchtegarten“.
Pommern blickt auf eine über 2.000-jährige Weinbaugeschichte und -kultur zurück. So prägt der Weinanbau bis heute das Leben der Dorfbewohner.

## Geographie
Die Nachbarorte von Pommern sind Kail, Brieden, Brohl, Treis-Karden, Valwig und Klotten.

## Geschichte
Erste Ansiedlungen auf dem Martberg dürften um das 4. und 1. Jh. v. Chr. stattgefunden haben. Um 500 v. Chr. siedelten die Treverer, ein Volksstamm der Kelten auf dem Martberg. 
Der Ort wird als Ponieries villa erstmals im Jahre 936 in einer Urkunde Ottos I. erwähnt. Die Abtei Himmerod war ab dem Jahr 1264 der größte Grundbesitzer im Ort. Um das Jahr 1414 wird das Erzbischöfliches Burghaus genannt. Ab 1794 stand Pommern unter französischer Herrschaft, das Kloster Himmerod wurde 1802 aufgelöst. 1815 wurde der Ort auf dem Wiener Kongress dem Königreich Preußen zugeordnet. Über die Entstehung der Burg Pommern ist nur wenig bekannt, wohl aber musste 1878 das historische Gebäude der Herren von der Leyen dem Bau der Moselbahn weichen. Seit 1946 ist der Ort Teil des Landes Rheinland-Pfalz.

## Politik

### Gemeinderat
Der Gemeinderat in Pommern besteht aus acht Ratsmitgliedern, die bei der Kommunalwahl am 9. Juni 2024 in einer Mehrheitswahl gewählt wurden, und der ehrenamtlichen Ortsbürgermeisterin als Vorsitzender. Bis 2014 gehörten dem Gemeinderat zwölf Ratsmitglieder an.

### Bürgermeister
Hildegard Moritz wurde am 15. Juli 2024 Ortsbürgermeisterin von Pommern. Da bei der Direktwahl am 9. Juni 2024 kein Wahlvorschlag eingereicht wurde, oblag die Neuwahl des Bürgermeisters gemäß rheinland-pfälzischer Gemeindeordnung dem Rat, der sich auf seiner konstituierenden Sitzung einstimmig für Hildegard Moritz entschied.
Ihr Vorgänger war Willi Loosen, der das Amt von 2016 bis 2024 ausübte. Zuletzt bei der Direktwahl am 26. Mai 2019 war er für weitere fünf Jahre in seinem Amt bestätigt beworden.
Loosens Vorgänger Paul Josef Porten war am 1. April 2016 verstorben.

### Wappen
Die Gemeinde führt seit 1981 ein Wappen.
| Wappen von Pommern | Blasonierung: „Schräglinks geteilt, vorne in Silber ein schrägrechter roter Sparrenbalken, von roten Schindeln begleitet, hinten in Rot zwei ineinanderhängende goldene Ringe schräglinks übereinander.“ |
| Wappen von Pommern | Wappenbegründung: Der Sparrenbalken und die Schindeln sind entliehen aus dem Wappen des „Hans von Pumere“, Jahreszahl 1368, nach einem Gobelin in der Burg Eltz. Die beiden Ringe sind das Zeichen der Abtei Himmerod, die den größten Besitz im Ort hatte. Der erste Weinberg wurde ihr schon 1234 von Arnold von Braunshorn übertragen. Noch im 18. Jahrhundert hatte die Abtei die volle Baupflicht für die Kirche, da sie den ganzen Zehnten bezog, und errichtete 1786 einen frühklassizistischen Neubau. Das heutige Pfarrhaus, der ehemalige „Himmeroder Hof“, gilt als „schönstes Pfarrhaus im Bistum Trier“. |

## Kultur und Sehenswürdigkeiten

### Sehenswürdigkeiten
- Keltische Stadt und römischer Tempelbezirk auf dem Martberg über der Mosel
- Erzbischöfliches Burghaus genannt Stockturm aus dem Jahr 1414

Siehe auch: Liste der Kulturdenkmäler in Pommern (Mosel)

### Regelmäßige Veranstaltungen
- Spillesfest: (Sommernachtsfest der Winzerkapelle): Pfingsten
- Kirmes: erstes Wochenende im August
- Winzer-Hof-Fest: drittes Wochenende im September
- Uferrock Open Air Festival: Juli

## Wirtschaft und Infrastruktur
In der Gemeinde gibt es die Weinlagen Pommerner Rosenberg, Pommerner Sonnenuhr, Pommerner Goldberg und Pommerner Zeisel.

### Verkehr
Am Haltepunkt Pommern (Mosel) an der Moselstrecke hält die zwischen Koblenz – Treis-Karden und Trier verkehrende RB 81 (Moseltalbahn).

## Persönlichkeiten
- Winand Bock von Pommern (1329–1415), Kanoniker und Domherr in Trier

### Ehrenbürger
- Franz Annel (1903–1986), Geistlicher